# .hack//Infection
.hack//Infection (.hack//感染拡大Vol.1 dotto hakku//Kansen Kakudai Boryūmu Wan?, lit. .hack//Infection Spreading Vol.1) este primul dintr-o serie de patru jocuri video pentru PlayStation 2 inspirate din  universul .hack.Jocul simulează un MMORPG numit The World și reușește acest lucru fără că jucătorul să fie nevoit vreodată să se aventureze online. Jocul este parte dintr-o poveste episodică, fiecare joc fiind lansat în cursul unui an de zile  Povestea jocului .hack//Infection continuă în .hack//Mutation, care este urmat de .hack//Outbreak și .hack//Quarantine.
Fiecare variantă a jocului este însoțită de un DVD ce conține un episod al seriei animate .hack//Liminality.Cele patru episoade au loc în lumea reală, contrar MMORPG-ului ficțional numit The World, în care se desfășoară jocul.

## Personaje

### Personje controlate de jucător
Kite (カイト Kaito?) Vocea lui: Sayaka Aida (Japoneză), Mona Marshall (Engleză)
Orca (オルカ Oruka?) Vocea lui: Yasunori Masutani (Japoneză), Kirk Thornton  (Engleză)
BlackRose (ブラックローズ Burakkurōsu?) Vocea lui: Masumi Asano (Japoneză), Wendee Lee (Engleză)
Mia (ミア?) Vocea lui: Minami Takayama(Japoneză), Debra Rogers (Engleză)
Elk (エルク?) Vocea lui: Mitsuki Saiga(Japoneză), Brianne Siddall (Engleză)
Piros (ぴろし?) Vocea lui: Masaya Onosaka(Japoneză), Darran Norris (Engleză)
Mistral (ミストラル?) Vocea lui: Atsuko Enomoto (Japoneză), Sandy Fox (Engleză)
Sanjuro (砂嵐 三十郎?) Vocea lui: Yasunori Masutani(Japoneză), Steven Jay Blum (Engleză)
Gardenia (ガルデニア?) {{Vocea lui: Yumi Touma (Japoneză), Carolyn Hennesy (Engleză)
Natsume (なつめ?) {{Vocea lui: Maaya Sakamoto (Japoneză), Lia Sargent (Engleză)

### Inteligență artificială
Aura (アウラ?) Vocea lui: Maaya Sakamoto (Japoneză), Lia Sargent (Engleză)
Morganna (モルガナ・モード・ゴン Morugana Mōdo Gon?) Vocea lui: Rie Tanaka (Japoneză), Valerie Arem (Engleză)
Salesmen in Root Towns
Grunties

## Mod de joc
Jocurile au o poveste liniară care se termină cu momentul în care jucătorul primește un fișier: Data Flag. Odată ce a fost obținut, fișierul poate fi folosit și cu următorul joc, permițându-i unui jucător să înceapă fiecare capitol adițional cu obiecte sau abilități care le dețineau în jocul precedent.
La începutul jocului, pe ecran apare un spațiu de lucru fals, cu diverse iconițe ca "The World", "Mailer", "News", "Accessory", "Audio", și "Data", fiecare are diverse funcții:
- Data: jucătorul poate să își salveze progresul făcut în joc.
- News: deschide un browser ce afișează diferite informații despre lumea fictivă în care se desfășoară jocul .
- Mailer: deschide căsuța de poștă electronică, unde diferite personaje întâlnite de-a lungul jocului vor trimite mesaje ce conțin urări amuzante sau cu indicii și sfaturi.
- Accessory: se poate schimba fundalul spațiului de lucru
- Audio: pentru modificarea muzicii de fundal

1. ↑  redump.org
2. ↑   https://gamefaqs.gamespot.com/ps2/551240-hack-infection-part-1/boxes/7347 Lipsește sau este vid: |title= (ajutor)
3. ↑   https://gamefaqs.gamespot.com/ps2/551240-hack-infection-part-1/boxes/44778 Lipsește sau este vid: |title= (ajutor)